# Leanid Raczkou
Леанід Уласавіч Рачкоў (biał. Leanid Ułasawicz Raczkou, ros. Леонид Власович Рачков, Leonid Własowicz Raczkow) – białoruski funkcjonariusz służb bezpieczeństwa, polityk i dyplomata; deputowany do Rady Najwyższej Republiki Białorusi XIII kadencji, w latach 1996–2000 deputowany do Izby Reprezentantów Zgromadzenia Narodowego Republiki Białorusi I kadencji, w latach 1998–2008 ambasador Białorusi w Iranie, w latach 2000–2003 ambasador Białorusi w Turkmenistanie.

## Życiorys
Absolwent Białoruskiego Uniwersytetu Państwowego. W 1995 roku mieszkał w Baranowiczach. Pełnił funkcję naczelnika Baranowickiego Wydziału Miejskiego Zarządu Komitetu Bezpieczeństwa Państwowego Białorusi (KGB) w obwodzie brzeskim. W drugiej turze uzupełniających wyborów parlamentarnych 10 grudnia 1995 roku został wybrany na deputowanego do Rady Najwyższej Republiki Białorusi XIII kadencji z Baranowickiego-Wschodniego Okręgu Wyborczego Nr 9. 19 grudnia 1995 roku został zarejestrowany przez centralną komisję wyborczą, a 9 stycznia 1996 roku zaprzysiężony na deputowanego. Od 23 stycznia pełnił w Radzie Najwyższej funkcję członka, a potem zastępcy przewodniczącego Stałej Komisji ds. Międzynarodowych. Był bezpartyjny, należał do popierającej prezydenta Alaksandra Łukaszenkę frakcji „Zgoda”. Od 21 czerwca był członkiem delegacji Rady do Zgromadzenia Parlamentarnego Stowarzyszenia Białorusi i Rosji. Poparł dokonaną przez prezydenta kontrowersyjną i częściowo nieuznaną międzynarodowo zmianę konstytucji. 27 listopada 1996 roku przestał uczestniczyć w pracach Rady Najwyższej i wszedł w skład utworzonej przez prezydenta Izby Reprezentantów Zgromadzenia Narodowego Republiki Białorusi I kadencji. Pełnił w niej funkcję członka Stałej Komisji ds. Międzynarodowych i Kontaktów z WNP. Zgodnie z Konstytucją Białorusi z 1994 roku jego mandat deputowanego do Rady Najwyższej zakończył się 9 stycznia 2000 roku; kolejne wybory do tego organu jednak nigdy się nie odbyły.
Od 4 lutego 1998 do 10 czerwca 2008 roku Leanid Raczkou był Nadzwyczajnym i Pełnomocnym Ambasadorem Republiki Białorusi w Islamskiej Republice Iranu. Jego następcą na tym stanowisku został Wiktar Rybak. Ponadto 11 grudnia 2000 roku Raczkou został także mianowany Ambasadorem Białorusi w Turkmenistanie. Formalnie pełnił tę funkcję do 10 listopada 2003 roku, chociaż już 10 października, miesiąc wcześniej, mianowano nowego ambasadora w tym kraju – Juryja Małumaua.

## Nagrody i odznaczenia
- Gramota Pochwalna Zgromadzenia Narodowego Republiki Białorusi (5 maja 1999) – za aktywny udział w ruchu międzynarodowym i w związku z dziesięcioleciem wyprowadzenia wojsk radzieckich z Afganistanu[7].